# Ignaz von Seyfried
 Der er for få eller ingen kildehenvisninger i denne artikel, hvilket er et problem. Du kan hjælpe ved at angive troværdige kilder til de påstande, som fremføres i artiklen.

Ignaz Xaver Ritter von Seyfried (15. august 1776 i Wien – 26. august 1841 sammesteds) var en østrigsk komponist.

## Liv og gerning
Seyfried studerede musikkens teknik under berømte lærere i sin fødeby (Mozart, Albrechtsberger og flere) og blev kapelmester ved Schikaneders teater. Hans overordentlig talrige kompositioner for scene, kirke og koncertsal var uden større betydning, men Seyfried blev vidt bekendt ved sine udgaver af Beethovens Studien, der tillige indeholder forskellige bidrag til Beethovens karakteristik.